# Сабундинський сільський округ
Сабунди́нський сільський округ (каз. Сабынды ауылдық округі, рос. Сабундинский сельский округ) — адміністративна одиниця у складі Коргалжинського району Акмолинської області Казахстану. Адміністративний центр — село Сабинди.
Населення — 1240 осіб (2021; 1794 у 2009, 2422 у 1999, 3383 у 1989).
Станом на 1989 рік існувала Сабиндинська сільська рада (села Алгабас, Караєгіно, Сабинди).

## Склад
До складу округу входять такі населені пункти:
| Населений пункт | Населення, осіб (1989) | Населення, осіб (1999) | Населення, осіб (2009) | Населення, осіб (2021) |
| --------------- | ---------------------- | ---------------------- | ---------------------- | ---------------------- |
| Алгабас, село   | 198                    | 114                    | 64                     | 34                     |
| Караєгін, село  | 628                    | 493                    | 430                    | 278                    |
| Сабинди, село   | 2557                   | 1815                   | 1300                   | 928                    |